# Tecmerium anthophaga
Tecmerium anthophaga är en fjärilsart som beskrevs av Otto Staudinger 1871. Tecmerium anthophaga ingår i släktet Tecmerium och familjen förnamalar. Inga underarter finns listade i Catalogue of Life.